# I-123 (tàu ngầm Nhật)
I-123, nguyên là Tàu ngầm số 50 và mang tên I-23 từ năm 1927 đến năm 1938, là một tàu ngầm rải mìn lớp I-121 được Hải quân Đế quốc Nhật Bản chế tạo trong giai đoạn giữa hai cuộc thế chiến. Nhập biên chế năm 1928, nó đã phục vụ trong cuộc Chiến tranh Trung-Nhật và trong giai đoạn đầu của Chiến tranh Thế giới thứ hai, bao gồm các Chiến dịch Mã Lai và Philippines, cuộc ném bom Darwin và trận Midway, cũng như các Chiến dịch Guadalcanal và Đông Solomon, cho đến khi bị tàu khu trục rải mìn Hoa Kỳ USS Gamble (DM-15) đánh chìm tại khu vực Guadalcanal vào ngày 29 tháng 8, 1942.

## Thiết kế và chế tạo

### Thiết kế
Lớp I-121 là lớp tàu ngầm chuyên rải thủy lôi duy nhất của Hải quân Đế quốc Nhật Bản. Hải quân Nhật Bản gọi tên lớp tàu này như là Kiểu tàu ngầm Kiraisen (機雷潜型潜水艦 Kiraisen-gata sensuikan); là tên rút gọn từ Kirai Fusetsu Sensuikan (機雷敷設潜水艦 Tàu ngầm rải mìn). Thiết kế của chúng dựa trên chiếc tàu ngầm rải mìn SM U-125, một chiếc Type UE II của Hải quân Đế quốc Đức, là chiếc lớn nhất trong số bảy tàu ngầm Đức mà Nhật Bản nhận được sau Chiến tranh Thế giới thứ nhất như là chiến lợi phẩm bồi thường chiến tranh. U-125 đã phục vụ cùng Hải quân Nhật Bản như là chiếc O-6 trong những năm 1920-1921.
Giống như U-125, tàu ngầm kiểu Kiraisen có hai động cơ diesel cung cấp tổng công suất 2.400 mã lực (1.790 kW), có khả năng mang theo 42 quả thủy lôi, có bốn ống phóng ngư lôi cùng một khẩu hải pháo trên boong tàu với cỡ nòng 5,5 inch (140 mm) của Nhật Bản thay cho cỡ 5,9 inch (150 mm) trên U-125. So sánh với chiếc tàu ngầm Đức nguyên mẫu, lớp I-125 có kích thước lớn hơn, dài hơn 10 foot (3 m) và trọng lượng choán nước nặng hơn 220 tấn khi nổi và 300 tấn khi lặn — và có tầm hoạt động xa hơn 970 hải lý (1.800 km; 1.120 mi) ở tốc độ 8 hải lý trên giờ (15 km/h; 9,2 mph) khi nổi và 5 hải lý (9,3 km; 5,8 mi) ở tốc độ 4,5 hải lý trên giờ (8,3 km/h; 5,2 mph) khi lặn. Tuy nhiên I-125 chậm hơn 0,2 hải lý trên giờ (0,37 km/h; 0,23 mph) cả khi nổi và lặn, mang theo ít hơn hai ngư lôi, và chỉ có thể lặn sâu đến 200 foot (61 m) khi so với 250 foot (76 m) của U-125.

### Chế tạo
I-123 được đặt lườn như là chiếc Tàu ngầm số 50 tại xưởng tàu của hãng Kawasaki ớ Kobe vào ngày 12 tháng 6, 1925. Nó được đổi tên thành I-23 đồng thời được hạ thủy cùng vào ngày 19 tháng 3, 1927. Con tàu hoàn tất và nhập biên chế vào ngày 28 tháng 4, 1928, dưới quyền chỉ huy của Thiếu tá Hải quân Kobayashi Mitsuyoshi.

## Lịch sử hoạt động

### 1928 – 1937
Vào lúc nhập biên chế, I-23 được phối thuộc cùng Quân khu Hải quân Yokosuka, và được phân về Đội tàu ngầm 9 trực thuộc Hải đội Phòng vệ Yokosuka. Đang khi I-23 tiến hành thử nghiệm lặn sâu cùng tàu chị em I-24 vào ngày 25 tháng 5, 1935, I-24 bị hư hại thùng dằn chính. I-23 được cho xuất biên chế vào ngày hôm đó hoặc ngày 25 tháng 11, và đưa về thành phần dự bị để gia cố thùng dằn chính. Trong thời gian đó, Đội tàu ngầm 9 được phân về Hải đội Phòng vệ Yokosuka trực thuộc Quân khu Hải quân Yokosuka từ ngày 15 tháng 11, 1935. Sau khi hoàn tất việc gia cố thùng dằn, I-23 được cho tái biên chế trở lại vào ngày 26 tháng 12, 1935. Tuy nhiên đến năm 1936, cả bốn chiếc trong lớp đều bị giới hạn độ sâu lặn tối đa theo thiết kế còn 180 ft (55 m).

### Chiến tranh Trung Nhật
Chiến tranh Trung-Nhật bùng nổ sau khi xảy ra sự kiện Lư Câu Kiều (cầu Marco Polo) vào ngày 7 tháng 7, 1937. Đến tháng 9, Đội tàu ngầm 9 bao gồm I-23 và tàu ngầm chị em I-24 chuyển đến căn cứ tại Thanh Đảo, Trung Quốc, bắt đầu hoạt động tại vùng biển phía Bắc Trung Quốc như một phần của kế hoạch phong tỏa Trung Quốc. Đến ngày 1 tháng 12, Đội tàu ngầm 9 được phối thuộc cùng Hải đội Tàu ngầm 3 trực thuộc Đệ Tứ hạm đội, một bộ phận của Hạm đội Liên hợp. Cùng trong tháng 12, tàu tuần dương hạng nhẹ Kuma được phái đến Thanh Đảo để đảm nhiệm vai trò soái hạm cho Hải đội Tàu ngầm 3, vốn bao gồm các tàu ngầm I-21, I-22, I-23 và I-24.
I-23 được cho đổi tên thành I-123 vào ngày 1 tháng 6, 1938, để lấy lên cũ đặt cho chiếc tàu ngầm mới I-23, một tàu ngầm tuần dương lớp Type-B (巡潜乙型潜水艦 Junsen Otsu-gata sensuikan), vốn sẽ được đặt lườn vào năm đó."I-23(2) ex No-41". ijnsubsite.info. ngày 4 tháng 8 năm 2018. Truy cập ngày 12 tháng 8 năm 2024.</ref> Đến ngày 20 tháng 6, 1938, Đội tàu ngầm 9 được phân về Trường pháo binh trực thuộc Quân khu Hải quân Yokosuka. Trong một nỗ lực nhằm giảm căng thẳng trong quan hệ quốc tế do cuộc xung đột với Trung Quốc, Nhật Bản cho rút lực lượng tàu ngầm của họ khỏi vùng biển Trung Quốc từ tháng 12, 1938.

### 1939 – 1941
Vào ngày 1 tháng 4, 1939, Đội tàu ngầm 9 được đưa về thành phần dự bị 3 trực thuộc Quân khu Hải quân Yokosuka, rồi chuyển sang thành phần dự bị 2 cùng quân khu vào ngày 15 tháng 11. Đang khi trong thành phần dự bị, I-123, cùng với các tàu chị em I-121, I-122 và I-124 (nguyên là các chiếc I-21, I-22 và I-24 tương ứng, được đổi tên cùng vào ngày 1 tháng 6, 1938), được cải biến thành những tàu ngầm chở dầu. Vẫn giữ lại khả năng mang ngư lôi và thủy lôi, chúng được tái trang bị để có thể vận chuyển 15 tấn xăng máy bay dùng để tiếp nhiên liệu cho các thủy phi cơ, cho phép các máy bay này mở rộng tầm xa hoạt động trong các phi vụ trinh sát và ném bom, bằng cách gặp gỡ các tàu ngầm này tại các cảng hay vũng biển để tiếp thêm nhiên liệu.
I-123 được cho tái biên chế trở lại vào ngày 1 tháng 5, 1940 trong thành phần Đội tàu ngầm 9, và đơn vị này được phối thuộc cùng Hải đội Tàu ngầm 5 trực thuộc Đệ Tứ hạm đội cùng trong ngày hôm đó. Nó cùng với các tàu chị em I-121, I-122 và I-124 thực hiện một chuyến đi huấn luyện kéo dài tại Thái Bình Dương. Chúng xuất phát từ Sasebo vào ngày 16 tháng 5, viếng thăm các vùng biển thuộc các quần đảo Caroline, Marshall và Mariana, trước khi kết thúc chuyến đi tại Yokosuka vào ngày 22 tháng 9, 1940. Vào ngày 11 tháng 10, 1940, I-123 là một trong số 98 tàu chiến của Hải quân Đế quốc Nhật Bản được tập trung cùng với hơn 500 máy bay dọc bờ biển vịnh Yokohama để tham gia cuộc duyệt binh hạm đội lớn nhất trong lịch sử Nhật Bản, nhân kỷ niệm 2.600 năm đăng quang của Thiên hoàng Jimmu.
Đội tàu ngầm 9 lại được đưa về trực thuộc Quân khu Hải quân Yokosuka từ ngày 15 tháng 11, 1940, rồi đến ngày 1 tháng 5, 1941 đơn vị này được điều động sang Hải đội Tàu ngầm 6 trực thuộc Đệ Tam hạm đội, một bộ phận của Hạm đội Liên hợp. I-123 cùng I-124 đặt căn cứ tại Kure, Hiroshima, nơi I-123 đảm nhiệm vai trò soái hạm của Đội tàu ngầm 9 từ ngày 2 tháng 8, 1941.
Khi lực lượng Hải quân Nhật Bản bắt đầu được huy động để chuẩn bị cho cuộc xung đột tại Thái Bình Dương, I-123 cùng với I-124 xuất phát từ Yokosuka để đi đến căn cứ Samah (nay là Tam Á) trên đảo Hải Nam, Trung Quốc, đến nơi vào ngày 27 tháng 11. Hai chiếc tàu ngầm khởi hành từ căn cứ này vào ngày 1 tháng 12 cho chuyến tuần tra đầu tiên của họ trong chiến tranh. Chúng được phối thuộc cùng Lực lượng Chiếm đóng Philippines, nên hướng sang quần đảo Philippines nhằm hỗ trợ cho chiến dịch xâm chiếm quần đảo này. Lúc đang trên đường đi, vào ngày 2 tháng 12, nó nhận được thông điệp từ Hạm đội Liên hợp: "Leo núi Niitaka 1208" (tiếng Nhật: Niitakayama nobore 1208), là mật lệnh cho biết chiến sự với Khối Đồng Minh sẽ bắt đầu vào ngày 8 tháng 12 (theo giờ Nhật Bản, tức ngày 7 tháng 12 bên kia đường đổi ngày tại Hawaii, nơi sẽ diễn ra cuộc tấn công Trân Châu Cảng).

#### Chuyến tuần tra thứ nhất
Lúc 04 giờ 20 phút ngày 6 tháng 12, I-123 gặp trục trặc bánh lái ngang khiến nó không không thể lặn trong suốt phần còn lại của chuyến tuần tra. Tuy nhiên nó vẫn rải 42 quả thủy lôi Type 88 Mark 1 tại khu vực eo biển Balabac trong ngày 7 tháng 12, trước khi quay trở về vịnh Cam Ranh tại Đông Dương thuộc Pháp đã bị Nhật chiếm đóng để sửa chữa. Nó vẫn đang trên đường đi khi chiến tranh bắt đầu tại Đông Á vào ngày 8 tháng 12. Nó về đến Cam Ranh an toàn vào ngày 9 tháng 12, kết thúc chuyến tuần tra đầu tiên. Bãi mìn mà I-123 rải trong eo biển Balabac có thể đã đánh chìm tàu ngầm Hoa Kỳ USS Flier vào ngày 13 tháng 8, 1944.

#### Chuyến tuần tra thứ hai
Sau khi được sửa chữa bánh lái, I-123 xuất phát từ vịnh Can Ranh vào ngày 15 tháng 12 để bắt đầu chuyến tuần tra thứ hai, hướng sang vùng biển Java. Lúc 20 giờ 53 phút ngày 18 tháng 12, nó tấn công bất thành một tàu vận tải Đồng Minh trong biển Celebes. Đến ngày 22 tháng 12, nó báo cáo phát hiện hai tàu sân bay trong biển Java, và sau đó từ 02 giờ 46 phút đến 05 giờ 26 phút ngày 23 tháng 12 đã rải thủy lôi tại lối ra vào phía Bắc của cảng Surabaya, Java. Cùng với các tàu ngầm chị em I-121, I-122 và I-124, I-123 được điều động sang Đội tàu ngầm "A" từ ngày 26 tháng 12, rồi kết thúc chuyến tuần tra vào ngày 31 tháng 12 tại Davao trên đảo Mindanao, Philippines vừa mới bị Nhật Bản chiếm đóng. Tại đây nó cùng I-121 và I-124 được bảo trì và tiếp liệu từ tàu tiếp liệu tàu ngầm Chōgei.

### 1942

#### Chuyến tuần tra thứ ba
I-123 khởi hành từ Davao vào ngày 10 tháng 1, 1942 cho chuyến tuần tra thứ ba, hướng sang khu vực vịnh Beagle-vịnh Van Diemen tại bờ biển phía Bắc của Australia. Nó đi đến lối ra vào phía Tây của eo biển Clarence giữa đảo Melville và lục địa Úc vào ngày 18 tháng 1, và đến vịnh Beagle cách 40 nmi (74 km) về phía Tây Darwin, Lãnh thổ Bắc Úc vào sáng ngày 20 tháng 1. Tại đây nó phát hiện tàu tiếp dầu Hải quân Hoa Kỳ USS Trinity đang hướng đến Darwin dưới sự hộ tống của các tàu khu trục USS Alden và USS Edsall. Nhầm lẫn Trinity là một tàu vận tải, I-123 phóng bốn quả ngư lôi tấn công lúc 05 giờ 20 phút tại tọa độ 12°05′30″N 130°05′36″Đ / 12,09167°N 130,09333°Đ, tự nhận đã nghe thấy một quả ngư lôi phóng trúng đích. Tuy nhiên tất cả đều đã bị trượt, và Trinity báo cáo đã nhìn thấy và né tránh ba quả ngư lôi. Alden tiến hành một đợt phản công ngắn bằng mìn sâu lúc 05 giờ 41 phút trước khi mất tín hiệu sonar mục tiêu, và I-123 thoát được mà không bị hư hại. Chiều tối hôm đó sau 20 giờ 46 phút, I-123 rải 30 quả thủy lôi trong eo biển Dundas ngoài khơi mũi Don trên bán đảo Cobourg, Lãnh thổ Bắc Úc, rồi lên đường quay trở về Davao, đến nơi vào ngày 3 tháng 2.

#### Chuyến tuần tra thứ tư
Sau khi được bảo trì và tiếp liệu từ Chōgei, I-123 lại xuất phát từ Davao vào ngày 19 tháng 2 cho chuyến tuần tra thứ tư, làm nhiệm vụ rải mìn trong eo biển Torres giữa New Guinea và Australia. Nó đi đến nơi vào ngày 25 tháng 2 và thay phiên cho tàu ngầm chị em I-122, vốn đã rời khu vực để được bảo trì và tiếp liệu từ Chōgei trong vịnh Staring, tại bán đảo Đông Nam của Celebes về phía Đông Nam Kendari. Đêm hôm đó, I-123 đã rải 40 quả thủy lôi tại vị trí cách 80 nmi (150 km) về phía Tây đảo Booby, Queensland. Chuyến tuần tra của nó không gặp sự kiện gì khác, và chiếc tàu ngầm đi đến vịnh Staring, ở lại đây từ ngày 9 đến ngày 14 tháng 3 trước khi lên đường quay trở về Nhật Bản.  Về đến Yokosuka vào ngày 25 tháng 3, con tàu được sửa chữa và đại tu.

#### Trận Midway
Sau khi hoàn tất việc đại tu, I-123 khởi hành từ Yokosuka vào ngày 7 tháng 5 để đi sang Kwajalein, nơi nó được bố trí thanh gia Chiến dịch MI, kế hoạch chiếm đảo san hô Midway của Nhật Bản. Nó ghé đến Kwajalein từ ngày 17 đến ngày 19 tháng 5, rồi tiếp tục lên đường hỗ trợ cho Chiến dịch K-2, một hoạt động chuẩn bị cho trận Midway. Theo đó, I-121 và I-123 sẽ tiếp nhiên liệu cho hai thủy phi cơ Kawanishi H8K "Emily" tại bãi cạn Frigate Pháp thuộc quần đảo Tây Bắc Hawaii, để các thủy phi cơ này có thể hoạt động trinh sát bên trên Trân Châu Cảng. Trong khi đó tàu ngầm I-122 sẽ tuần tra về phía Nam Trân Châu Cảng để cứu vớt đội bay các thủy phi cơ nếu chúng bị bắn rơi, còn tàu ngầm I-171 sẽ hoạt động về phía Đông bãi cạn Frigate Pháp như một cột mốc vô tuyến dẫn đường cho các máy bay. Các thủy phi cơ H8K sẽ bay đến bãi cạn Frigate Pháp vào ngày 30 tháng 5, được tiếp nhiên liệu, và tiến hành trinh sát bên trên Trân Châu Cảng vào ngày 31 tháng 5.
Tuy nhiên khi I-123 đi đến bãi cạn Frigate Pháp vào ngày 29 tháng 5, nó phát hiện các tàu tiếp liệu thủy phi cơ Hoa Kỳ USS Ballard và USS Thornton đang cho hoạt động thủy phi cơ tại đây. Nó trồi lên mặt nước vào ban đêm để báo cáo tình huống qua vô tuyến về căn cứ, nên hoạt động trinh sát bị hoãn lại 24 giờ. Khi chiếc tàu ngầm trinh sát bãi cạn Frigate Pháp một lần nữa vào ngày 31 tháng 5, các tàu chiến Hoa Kỳ vẫn hiện diện tại đây và thủy phi cơ đối phương hoạt động trong vũng biển. Những phát hiện này khiến phía Nhật Bản kết luận Hải quân Mỹ đã sử dụng nơi đây như một căn cứ thủy phi cơ, nên Chiến dịch K-2 bị hủy bỏ. Sau khi nhiệm vụ hỗ trợ các thủy phi cơ bị hủy bỏ, I-121, I-122 và I-123 di chuyển đến các trạm tuần tra mới vào ngày 4 tháng 6 nhằm chuẩn bị cho hoạt động chiếm Midway sắp diễn ra. Trận Midway bắt đầu vào ngày hôm đó, và kết thúc vào ngày 7 tháng 6 với một thất bại mang tính quyết định cho phía Nhật Bản, nên họ phải hủy bỏ ý định chiếm đóng Midway. I-123 kết thúc chuyến tuần tra khi cùng với I-121 và I-122 về đến Kwajalein vào ngày 25 tháng 6.
I-123 chỉ dừng lại Kwajalein một thời gian ngắn, khi nó lên đường ngay trong ngày hôm đó để quay trở về Nhật Bản, đi đến Yokosuka vào ngày 5 tháng 7. Trong giai đoạn này Đội tàu ngầm 13 được điều động sang Hải đội Tàu ngầm 7 trực thuộc Đệ Bát hạm đội vào ngày 14 tháng 7. I-123 khởi hành từ Yokosuka vào ngày 26 tháng 7, và đi đến Truk để đảm nhiệm vai trò mới. Chiếc tàu ngầm có thể đã ghé đến Truk trong ngày 1 tháng 8 rồi lập tức lên đường, đi đến Rabaul vào ngày 5 tháng 8; hoặc đã đi đến và ở lại Truk từ ngày 2 tháng 8 cho đến khi thực hiện chuyến tuần tra tiếp theo.

#### Chuyến tuần tra thứ năm
Chiến dịch Guadalcanal diễn ra từ ngày 7 tháng 8, khi lực lượng Đồng Minh đổ bộ lên Guadalcanal, Tulagi, đảo Florida, Gavutu và Tanambogo ở phía Đông Nam quần đảo Solomon. Vào ngày hôm đó, I-123 khởi hành từ Truk hoặc Rabaul cho chuyến tuần tra thứ năm và hoạt động tại khu vực eo biển Indispensable thuộc quần đảo Solomon. Tuy nhiên sau khi ra khơi, nó được lệnh chuyển hướng đến trinh sát Lungga Roads ngoài khơi bờ biển phía Bắc Guadalcanal. Nó đi đến Lungga Point tại bờ biển phía Bắc Guadalcanal vào ngày 11 tháng 8, rồi lên mặt nước ngoài khơi Lungga Point 700 thước Anh (640 mét) lúc 11 giờ 00 ngày 12 tháng 8 để bắn phá các vị trí của lực lượng Thủy quân Lục chiến Hoa Kỳ tại Guadalcanal, bắn 14 phát đạn pháo từ khẩu hải pháo 14 cm của nó. Đối phương đã phản pháo, nhưng chiếc tàu ngầm đã lặn xuống mà không bị hư hại; và đến cuối ngày hôm đó nó được lệnh liên lạc với đơn vị Lục quân Nhật Bản trú đóng tại Taivu Point xa hơn về phía Đông dọc bờ biển Guadalcanal. Nó tìm cách liên lạc với đơn vị bạn trong ngày 16 tháng 8, nhưng không tìm thấy đơn vị này.
Khi Trận Đông Solomon bắt đầu diễn ra từ ngày 24 tháng 8, I-123 được lệnh liên lạc với một đơn vị trinh sát duyên hải tại bờ biển đảo Florida. Sau khi việc bắt liên lạc thất bại, chiếc tàu ngầm được lệnh tuần tra tại khu vực phía Đông đảo Savo.

#### Bị mất
Tại khu vực tuần tra mới, I-123 bắt gặp một thủy phi cơ Đồng Minh lúc 01 giờ 25 phút ngày 29 tháng 8, buộc nó phải lặn khẩn cấp để ẩn nấp. Chiếc tàu ngầm báo cáo sự việc này qua bức điện lúc 03 giờ 12 phút, và sau đó nó hoàn toàn mất liên lạc với căn cứ.
Lúc 08 giờ 05 phút, tàu khu trục rải mìn Hoa Kỳ USS Gamble, đang trong hành trình đi đến Guadalcanal trong thành phần Đơn vị Đặc nhiệm 62.2.4, nhìn thấy tháp chỉ huy của I-123 khi chiếc tàu ngầm lặn xuống ở vị trí 60 nmi (110 km) về phía Đông đảo Savo. Sử dụng một bộ dò dị thường từ để theo dõi đối phương, Gamble tung ra nhiều lượt tấn công bằng mìn sâu từ 08 giờ 44 phút đến 11 giờ 47 phút. Sau lượt tấn công cuối cùng, Gamble băng ngang qua một vệt dầu loang lớn, quan sát thấy một bọt khí lớn trồi lên mặt nước, và thu được một mảnh gỗ lát sàn tàu. Các chứng cứ này xác nhận tàu ngầm đối phương đã bị đánh chìm tại tọa độ 09°21′N 160°43′Đ / 9,35°N 160,717°Đ.
Tàu ngầm Ro-34, lúc đó đang tuần tra về phía Đông I-123, báo cáo nghe thấy nhiều tiếng nổ lớn từ phía vị trí của đồng đội vào lúc Gamble tấn công. Đến ngày 1 tháng 9, 1942, Hải quân Nhật Bản công bố I-123 có thể đã bị mất với toàn bộ 71 thành viên thủy thủ đoàn ngoài khơi Guadalcanal. Tên nó được cho rút khỏi đăng bạ hải quân vào ngày 5 tháng 10, 1942.